# Forn de calç de Can Bou

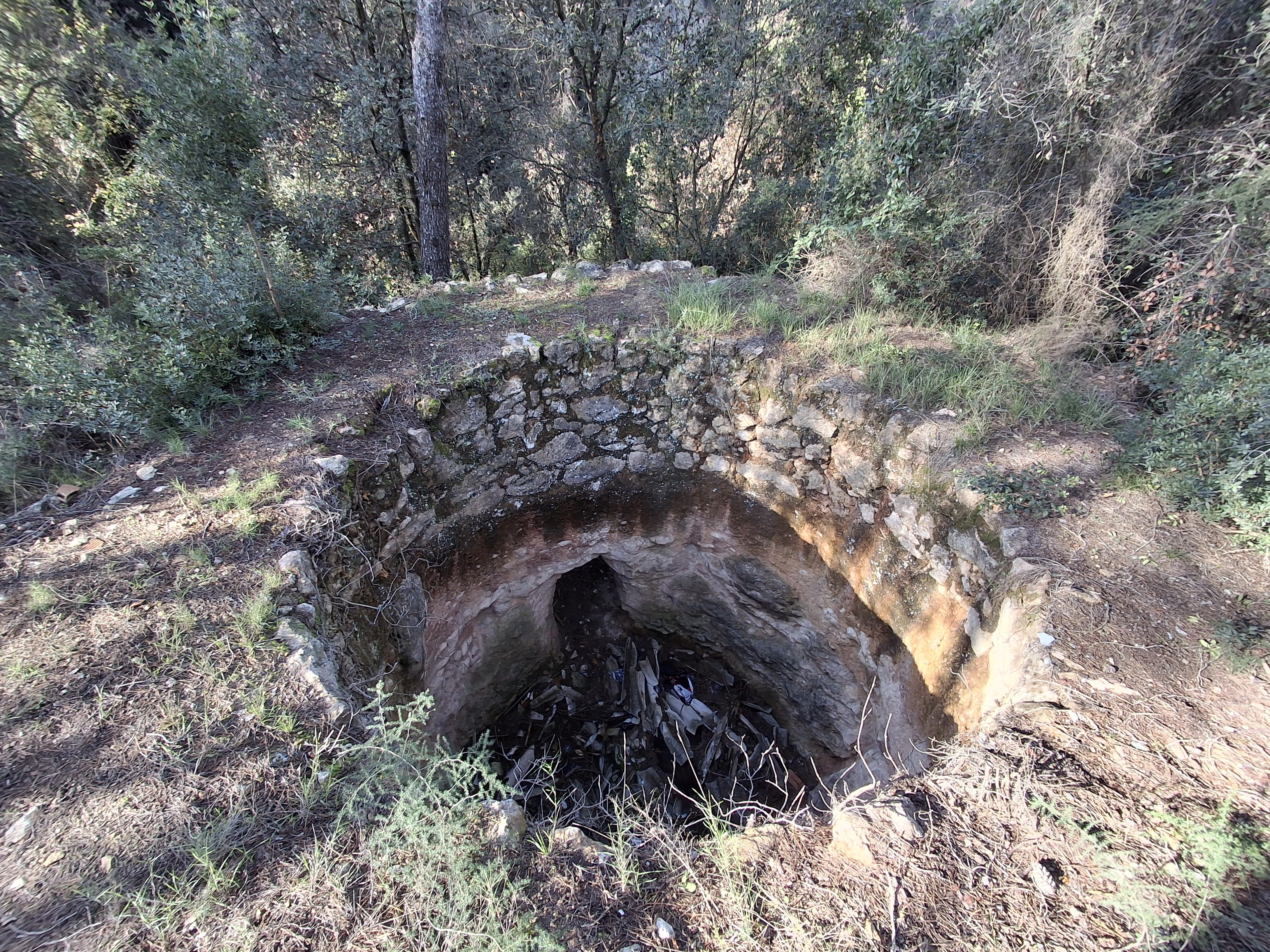
Vista superior del forn de calç

El forn de calç de Can Bou és un forn de calç situat en el camí que des de Can Bou baixa cap al torrent del Bou, al municipi de Subirats (Alt Penedès). Està inclòs a l'Inventari del Patrimoni Arquitectònic de Catalunya.
Construït probablement entre el segle XIX i el XX, té la base excavada al terra i a la roca mare, amb parets de pedra irregular, però en general de grans dimensions, disposada de manera no uniforme. La boca del forn és d'arc de mig punt, tot i que la seva construcció és una mica tosca. El forn està construït en forma d'olla, de manera que la part més ampla és la zona del mig. La seva alçada total és d'uns 7-8 m i fa 4 m de diàmetre. La seva conservació és molt precària, i ha estat utilitzat com a abocador.